# Sharan Burrow
Pour les articles homonymes, voir Burrow.
Sharan Burrow, née le 12 décembre 1954 à Warren, est une enseignante et syndicaliste australienne. Elle est présidente du Conseil australien des syndicats (ACTU) de 2000 à 2010 et secrétaire générale de la Confédération syndicale internationale (CSI) de 2010 à 2022.

## Biographie
Elle est née à Warren, en Nouvelle-Galles du Sud, au sein d'une famille ayant une forte implication dans le mouvement ouvrier. Elle obtient un diplôme dans l'enseignement à l'université de Nouvelle-Galles du Sud en 1976 et devient professeure au début des années 1980, ce qui lui permet de s'impliquer dans la Fédération des enseignantes et enseignants de la Nouvelle-Galles du Sud. Elle devient ensuite présidente des métiers et du conseil des travailleurs de Bathurst. Avant de devenir présidente de l'ACTU, elle est également présidente de l'Australian Education Union (AEU) en 1992.
Elle est élue présidente de l'ACTU en mai 2000. La plus importante manifestation publique de son mandat est une campagne contre le Gouvernement de John Howard, sur le droit du travail, avant les  élections fédérales australiennes de 2007. Lors de l'élection, le gouvernement Howard est défait, et le nouveau Gouvernement de Rudd abroge la législation constestée, et la remplace par le Fair Work Act de 2009, qui a été salué par l'ACTU. À l'époque de sa présidence avec de l'ACTU, une législation congés parentaux est adoptée également en Australie, pour, dit-elle, donner de la dignité et du respect aux femmes qui travaillent. Elle continue en tant que présidente de l'ACTU jusque fin juin 2010. Elle démissionne lorsqu'elle est élue secrétaire générale de la Confédération syndicale internationale.

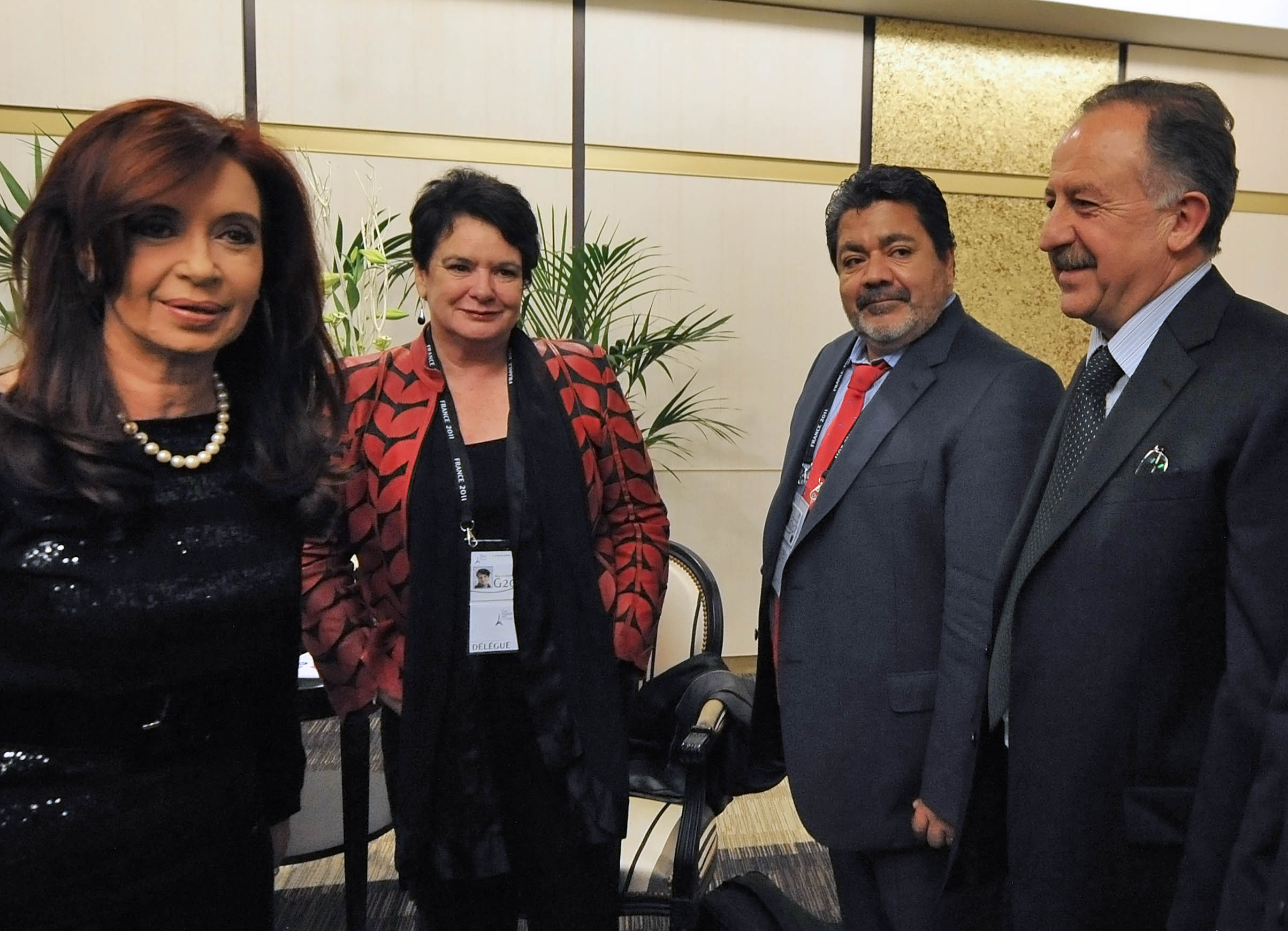
Dans une réunion avec la présidente de l'Argentine et deux syndicalistes de ce pays, à Cannes en 2011.

Elle est présidente de la CSI, depuis sa fondation en 2006, et avait déjà été précédemment la première femme présidente de la Confédération internationale des syndicats libres (CISL), un organisme précurseur de l'institution de la CSI, entre 2004 et son absorption dans le CSI en 2006. Ces organisations syndicales internationales visent à pouvoir rassembler la force des syndicats non communistes, mais aussi à être vigileant, à négocier et à pouvoir mobiliser au-delà des frontières sur l'impact social de la mondialisation de l'économie,.
Le 25 juin 2010, elle est élue secrétaire générale de la Confédération syndicale internationale. Reconnaissant l'importance de son élection en tant que première femme responsable de la plus grande organisation syndicale internationale, elle souligne dans son discours, où elle accepte ce mandat, la nécessité de la participation des femmes aux organisations de travailleurs. En octobre 2010, elle intervient, dans le cadre de ce nouveau mandat, lors de la troisième édition de la Journée mondiale pour le travail décent. Elle participe aussi à une déclaration commune, une première, , entre des syndicats des vingt puissance économiques au monde Labour 20 ou L2,) et les organisations patronales de ces mêmes pays (le Business 20 (B20)). La déclaration, en marge d'un G20 à Cannes en 2011, met l'accent sur la prise en compte des questions sociales, la nécessité de constituer un environnement propice aux entreprises et à la création d'emplois, dont l'emploi des jeunes. L'initiative est encouragée en France par Force ouvrière et la CFDT, mais critiquée par la CGT.
Elle est également présidente du Centre international pour les droits syndicaux (ICTUR).
Le 13 novembre 2017, le Forum économique mondial annonce que Sharan Burrow fait partie d'une équipe de sept femmes qui  co-présideront la 48e réunion annuelle, à Davos, en Suisse, du 23 au 26 janvier 2018, animant les débats et établissant la synthèse finale. Les autres membres de cette équipe, issus d'horizons très divers, sont : Chetna Sinha, fondatrice d'un organisme de microfinance aidant les femmes en zones rurales, en Inde, à développer des projets économiques ; Fabiola Gianotti, directrice générale de l'Organisation européenne pour la recherche nucléaire (CERN), Genève, en Suisse ; Isabelle Kocher, présidente d'Engie, en France ; Christine Lagarde, directrice générale  du Fonds monétaire international, à Washington ; Ginni Rometty, PDG de IBM, aux États-Unis ; et Erna Solberg, Premier ministre de la Norvège,.